# Anchiale simplex
Anchiale simplex är en insektsart som beskrevs av Ludwig Redtenbacher 1908. Anchiale simplex ingår i släktet Anchiale och familjen Phasmatidae. Inga underarter finns listade i Catalogue of Life.